# Cruz Alta (Rio Grande do Sul)
Cruz Alta é um município brasileiro do estado do Rio Grande do Sul. Localiza-se a uma latitude 28º 38 '19" sul e a uma longitude 53º 36' 23" oeste, com altitude média de 452 metros do nível do mar. É conhecido como município do Guarany, dos Tropeiros e de Érico Veríssimo. O acesso à cidade se dá pela BR-158, no eixo norte-sul, pela BR-377, a leste, e também pela RS-342, a oeste. O município se localiza num entroncamento rodoferroviário na região centro-norte do estado, contando também com a presença de um porto seco no nordeste da cidade.

## História
A história de Cruz Alta remonta ao final do século XVII, quando uma grande cruz de madeira foi erguida a mando do padre jesuíta Anton Sepp Von Rechegg, em 1698, logo após a fundação de São João Batista nos Sete Povos das Missões. Mais tarde, com a celebração do Tratado de Santo Ildefonso em 1777, e a criação da linha divisória dos Campos Neutrais que separava as terras do Reino da Espanha as do Reino de Portugal, aonde cortava o grande território pelos divisores de água exatamente por esse local onde existia a grande cruz e uma pequena Capela do Menino Jesus. A partir de então, este imenso "corredor", recebeu um grande fluxo de pessoas das mais variadas atividades, como comerciantes, desertores do exército, contrabandistas, imigrantes, etc.
A cruz alta tornou-se ponto de invernada para milhares de animais e um grande pouso para os tropeiros oriundos de Sorocaba na Capitania de São Paulo, após a compra dos animais na região de Corrientes, hoje a Argentina, retornavam em direção até a Feira de Sorocaba para comercialização dos animais muares (mulas).
Tornando-se uma das rotas mais conhecidas do Tropeirismo.
O local consolidou-se ainda no final do século XVIII como "Pouso da Cruz Alta" dos tropeiros paulistas, estes homens que eram conhecidos pelos gaúchos primitivos como Biriva, e muitos passaram a residir nas proximidades, até que, no início do século XIX, depois de uma tentativa sem sucesso, mudaram-se então mais para o norte, estabelecendo-se onde hoje está a cidade de Cruz Alta, cuja fundação se deu no dia 18 de agosto de 1821 em resposta a uma petição feita pelos moradores. A água das vertentes do Arroio Panelinha, que abastecia os viajantes, deu origem à "Lenda da Panelinha", que prega o retorno a Cruz Alta daqueles que em suas águas saciarem a sede.
Cruz Alta foi criada por uma Resolução Imperial em 11 de março de 1833, pelo Presidente da Província da época, Manuel Antônio Galvão. Tornou-se então uma das maiores e mais importantes Vila da Província, quando foi desmembrado de Rio Pardo (um dos quatro municípios iniciais da Província de São Pedro do Rio Grande do Sul).
Cruz Alta foi elemento importante em alguns dos principais acontecimentos que a Província vivenciou, como, por exemplo, na Revolução Farroupilha, quando a Vila recém criada foi alvo de incursões militares e especulações políticas em sua Câmara de Vereadores, além de receber o Alto Comando Farrapo em janeiro de 1841 com a presença de Bento Gonçalves, Giuseppe Garibaldi, Anita Garibaldi e David Canabarro. Já na Guerra do Paraguai, Cruz Alta forneceu vários voluntários da pátria, que lutaram sob o comando do Coronel Jango Vidal e do Brigadeiro José Gomes Portinho (depois agraciado com o título de Barão da Cruz Alta) nas Companhias de Voluntários nºs 19 e 40 e da 4ª Divisão de Cavalaria.
Em 14 de julho de 1856 foi fundada a Loja Maçônica Harmonia Cruz-Altense, com 18 membros influentes na sociedade.
A partir de 1870, os movimentos ocorridos na Vila em favor da abolição da escravidão culminaram, em 30 de agosto de 1884, na extinção do escravismo dentro de suas fronteiras.
Em 12 de abril de 1879, a Lei nº 1075, elevou a categoria de Cruz Alta de Vila para Cidade.
Em maio de 1879, a cidade passou a contar com serviços de telégrafo.
Durante a Revolução de 1893, o município foi apelidado de "Ninho dos Pica-paus", sendo um dos mais importantes palcos dos acontecimentos, e também o lugar onde a prática da degola neste período foi mais intensa. Cruz Alta foi atacada em 26 de agosto de 1894 pelas tropas maragatas sob o comando de Aparício Saraiva, irmão de Gumercindo Saraiva (morto dias antes em Carovi, perto de Santiago), com aproximadamente 1.500 homens. A cidade foi atacada por oito horas sem tréguas.
Já na Revolução de 1923, hordas de tropas circulavam incessantemente por seu território, depois dos alinhavados permeados de conchavos registrados nas dezenas de correspondências trocadas entre Borges de Medeiros e Firmino de Paula e Silva para maquinar os destinos da Revolução.
De Cruz Alta, outrora com um imenso território, originaram-se 242 municípios, que se subdividiram ainda mais ao longo dos séculos XIX, XX e XXI. Alguns municípios filhos de Cruz Alta são: Passo Fundo (1857), Santa Maria (1857), Santo Ângelo (1873), Palmeira das Missões (1874), Vila Rica (hoje Júlio de Castilhos, 1891), Ijuí (1912), Panambi (1954), Ibirubá (1954), Fortaleza dos Valos (1982), Boa Vista do Cadeado (1996), Boa Vista do Incra (1996), entre outros.
Importantes personalidades gaúchas nasceram em Cruz Alta, como o escritor Erico Veríssimo, o político Júlio de Castilhos, o senador José Gomes Pinheiro Machado, os generais Salvador Pinheiro Machado, Firmino de Paula, Leônidas Pires Gonçalves e Eduardo Villas Bôas, o médico Heitor Annes Dias, o poeta Heitor Saldanha, o jornalista Justino Martins, e o artista plástico Saint Clair Cemin.

## Geografia
O município pertence à Mesorregião do Noroeste Rio-Grandense e à Microrregião de Cruz Alta. Localiza-se a uma latitude 28º 38 '19" sul e a uma longitude 53º 36' 23" oeste, com altitude média de 452 metros do nível do mar.
O acesso à cidade se dá pela BR-158, no eixo norte-sul, pela BR-377, a leste, e também pela RS-342, a oeste.
A localização do município tem uma importância estratégica, sendo considerado como um importante tronco rodoferroviário na região centro-norte do estado, com a presença de um porto seco no nordeste da cidade.

### Topografia
O relevo predominante do município é o ondulado. A maior altitude do relevo situa-se entre 400 e 500 metros em relação ao nível do mar. A área urbana possui altitudes que variam de 390 a 480 metros em relação ao nível do mar.
Do relevo pouco acidentado, predominam as coxilhas.

### Geologia
No município se predominam as rochas eruptivas básicas, principalmente o basalto da Formação Serra Geral, sendo o restante do solo proveniente da Formação Tupanciretã, composta de arenitos de finos a grosso e raros conglomerados, sendo restrita ao território gaúcho.

### Hidrografia
O município apresenta pequenas bacias fluviais e pequenos rios permanentes, e se situa exatamente em cima do divisor de águas das bacias dos rios Uruguai e Jacuí.

### Vegetação
A vegetação é geralmente rasteira, com grandes extensões de campos. As matas silvestres estão concentradas em capões e restingas.

### Clima
Considerando a localização na Região Sul do Brasil, Cruz Alta apresenta clima subtropical, com as quatro estações do ano bem definidas. A temperatura máxima chega a 30 °C em dezembro e a mínima cai para 9 °C nos meses de junho e julho, apresentando, portanto, uma grande amplitude térmica. Ao longo do ano as chuvas são relativamente bem distribuídas, com um aumento maior no mês de outubro, sendo o índice pluviométrico de 1 930 milímetros (mm) anuais.
Segundo dados do Instituto Nacional de Meteorologia (INMET), referentes ao período de 1931 a 1983 e a partir de 1988, a menor temperatura registrada em Cruz Alta foi de −4,5 °C em 7 de junho de 2012, sendo o recorde anterior de −4 °C de 13 de julho de 1933. Por outro lado, os dias mais quentes foram 16 de janeiro de 1943 e 24 de janeiro de 2022, com máximas de 39,4 °C e 39,2 °C, respectivamente. O maior acumulado diário de precipitação atingiu 188,7 mm em 4 de setembro de 2023, seguido por 181,4 mm em 30 de junho de 2020, 163 mm em 16 de outubro de 1950 e 162,6 mm em 2 de maio de 2024.
| Dados climatológicos para Cruz Alta (OMM: 83912)                                                                   | Dados climatológicos para Cruz Alta (OMM: 83912) | Dados climatológicos para Cruz Alta (OMM: 83912) | Dados climatológicos para Cruz Alta (OMM: 83912) | Dados climatológicos para Cruz Alta (OMM: 83912) | Dados climatológicos para Cruz Alta (OMM: 83912) | Dados climatológicos para Cruz Alta (OMM: 83912) | Dados climatológicos para Cruz Alta (OMM: 83912) | Dados climatológicos para Cruz Alta (OMM: 83912) | Dados climatológicos para Cruz Alta (OMM: 83912) | Dados climatológicos para Cruz Alta (OMM: 83912) | Dados climatológicos para Cruz Alta (OMM: 83912) | Dados climatológicos para Cruz Alta (OMM: 83912) | Dados climatológicos para Cruz Alta (OMM: 83912) |
| Mês | Jan                                              | Fev                                              | Mar                                              | Abr                                              | Mai                                              | Jun                                              | Jul                                              | Ago                                              | Set                                              | Out                                              | Nov                                              | Dez                                              | Ano                                              |
| --- | ------------------------------------------------ | ------------------------------------------------ | ------------------------------------------------ | ------------------------------------------------ | ------------------------------------------------ | ------------------------------------------------ | ------------------------------------------------ | ------------------------------------------------ | ------------------------------------------------ | ------------------------------------------------ | ------------------------------------------------ | ------------------------------------------------ | ------------------------------------------------ |
| Temperatura máxima recorde (°C)                                                                                    | 39,4                                             | 37,8                                             | 38                                               | 34,8                                             | 32,5                                             | 29,5                                             | 30                                               | 34,2                                             | 36                                               | 36                                               | 38,2                                             | 38,5                                             | 39,4                                             |
| Temperatura máxima média (°C)                                                                                      | 30                                               | 29,2                                             | 28,2                                             | 25,7                                             | 21,7                                             | 19,4                                             | 18,7                                             | 21,4                                             | 22,5                                             | 25,4                                             | 28,1                                             | 29,7                                             | 25                                               |
| Temperatura média compensada (°C)                                                                                  | 23,7                                             | 23                                               | 21,8                                             | 19,2                                             | 15,7                                             | 13,8                                             | 13                                               | 15                                               | 16,3                                             | 19,1                                             | 21,4                                             | 23,3                                             | 18,8                                             |
| Temperatura mínima média (°C)                                                                                      | 18,8                                             | 18,5                                             | 17,3                                             | 14,7                                             | 11,8                                             | 10                                               | 9                                                | 10,5                                             | 11,7                                             | 14,3                                             | 15,9                                             | 18                                               | 14,2                                             |
| Temperatura mínima recorde (°C)                                                                                    | 7                                                | 7,8                                              | 4,2                                              | 2                                                | −1                                               | −4,5                                             | −4                                               | −3,8                                             | −0,6                                             | 1,4                                              | 3,4                                              | 6                                                | −4,5                                             |
| Precipitação (mm)                                                                                                  | 154,6                                            | 148,7                                            | 138,2                                            | 154,9                                            | 148,8                                            | 159,5                                            | 157,7                                            | 125,4                                            | 162,5                                            | 245,9                                            | 156,6                                            | 179,5                                            | 1 932,3                                          |
| Dias com precipitação                                                                                              | 10                                               | 9                                                | 9                                                | 8                                                | 7                                                | 9                                                | 9                                                | 8                                                | 9                                                | 11                                               | 8                                                | 9                                                | 106                                              |
| Insolação (h) | 251,6                                            | 217,2                                            | 228                                              | 197,9                                            | 172,8                                            | 140,5                                            | 157,6                                            | 187                                              | 177,1                                            | 200,4                                            | 239,3                                            | 252                                              | 2 421,4                                          |
| Fonte: INMET (normal climatológica de 1991-2020; período dos recordes de temperatura: 1931 a 1983 e 1988-presente) |                                                  |                                                  |                                                  |                                                  |                                                  |                                                  |                                                  |                                                  |                                                  |                                                  |                                                  |                                                  |                                                  |

### Subdivisões

#### Distritos
- Sede
- Colônia São João

#### Localidades
- Belizário
- Benjamin Nott
- Capela do Cadeado
- Capão Alto
- Curticeira
- Espinilho
- Esquina Moser
- Esquina São Carlos
- Eurico Martelet
- Fazenda Itaíba
- Ivaí
- Lagoão
- Lajeado da Cruz
- Novo Horizonte
- Parada Benito
- Passo da Divisa
- Passo dos Alemães
- Passo Novo
- Ponte Queimada
- Rincão Mendes
- Seival
- Três Capões
- Urupú

#### Bairros e Vilas

##### Setor norte
- Aliança
- Arco Íris
- Bela Vista
- Educacional
- Esperança
- Ludke
- Melvin Jones
- Militar
- Nossa Senhora da Penha
- Planalto
- Prefeito Vila Nova
- Progresso
- Rocha
- São Genaro
- São João
- Santa Terezinha I
- Santa Terezinha II
- Schettert
- Vereador Emilio Droppa

##### Setor oeste
- Acelino Flores
- Amizade
- Azambuja
- Lizabel
- Rancho do Rio Grande do Sul I
- Rancho do Rio Grande do Sul II
- Santo Antão
- São Jorge
- São José
- Toríbio Veríssimo I
- Toríbio Veríssimo II
- Toríbio Veríssimo III

##### Setor sul
- Abegay
- Alvorada
- Braz Caino
- Brenner
- Chacáras do Sul
- Dirceu
- Garibaldi
- Gobbo
- Jung
- Machado
- Malheiros
- Marcelo
- Perpétuo Socorro
- Santa Helena
- Santa Rita
- Santo Antônio
- Tamoio

##### Setor leste
- Bonini I
- Bonini II
- Brum I
- Brum II
- Central
- Conceição
- Farroupilha
- Funcionários Públicos Municipais
- Vila Hilda (A.V.H)
- Independência
- Jardim América
- Jardim Petrópolis II
- Jardim Primavera I
- Jardim Primavera II
- Nossa Senhora de Fátima
- Santa Bárbara
- São Francisco
- São Miguel
- Rica
- Sol
- Vida Nova I
- Vida Nova II

##### Setor central
- Centro

## Economia

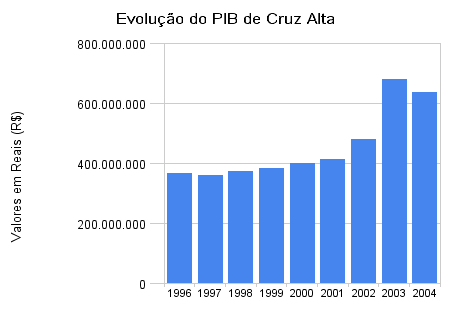
Evolução do PIB 1996 a 2004

Segundo dados do IBGE, o PIB do município, no ano de 2004, foi de R$ 637.533.000,00. No mesmo ano o PIB per capita foi de R$ 9.301,00, abaixo da média do estado, que é de R$ 13.320,00. A economia do município baseia-se em um forte setor primário, através da produção do trigo, soja e milho.
O crescimento forte do PIB entre os anos de 2002 e 2003 pode ser atribuído a desvalorização cambial em relação ao dólar. Essa desvalorização permite o aumento das exportações de grãos produzidos no município, gerando um crescimento no PIB. Essa dependência de fatores externos juntamente com a incerteza das safras de grãos torna a economia do município muito instável[carece de fontes?].

## Cultura

### Centros de Tradições Gaúchas
Os Centros de Tradições Gaúchas "C.T.G." são os principais locais onde os tradicionalistas gaúchos se reúnem para o cultivo e a divulgação da cultura gaúcha. Existem 3 centros no município, além de vários piquetes independentes.
- C.T.G. Querência da Serra
- C.T.G. Rodeio da Saudade
- C.T.G. Turíbio Veríssimo

### Coxilha Nativista
É um festival do nativismo gaúcho criado em 1981, tendo no folclore e na música nativista do Rio Grande do Sul, seu principal vínculo de motivação, promoção e divulgação da cultura. É realizado anualmente no final de julho, promovido pela Secretaria de Cultura da Prefeitura Municipal, completando 41 anos ininterruptos em 2021. É um dos festivais mais antigos e importantes do estado, elegeu a música vencedora da 2ª. Coxilha, "Terra Saudade", composta por Horácio Cortes e Milton Magalhães, como Hino Temático da cidade.

### Museus
- Museu Histórico de Cruz Alta

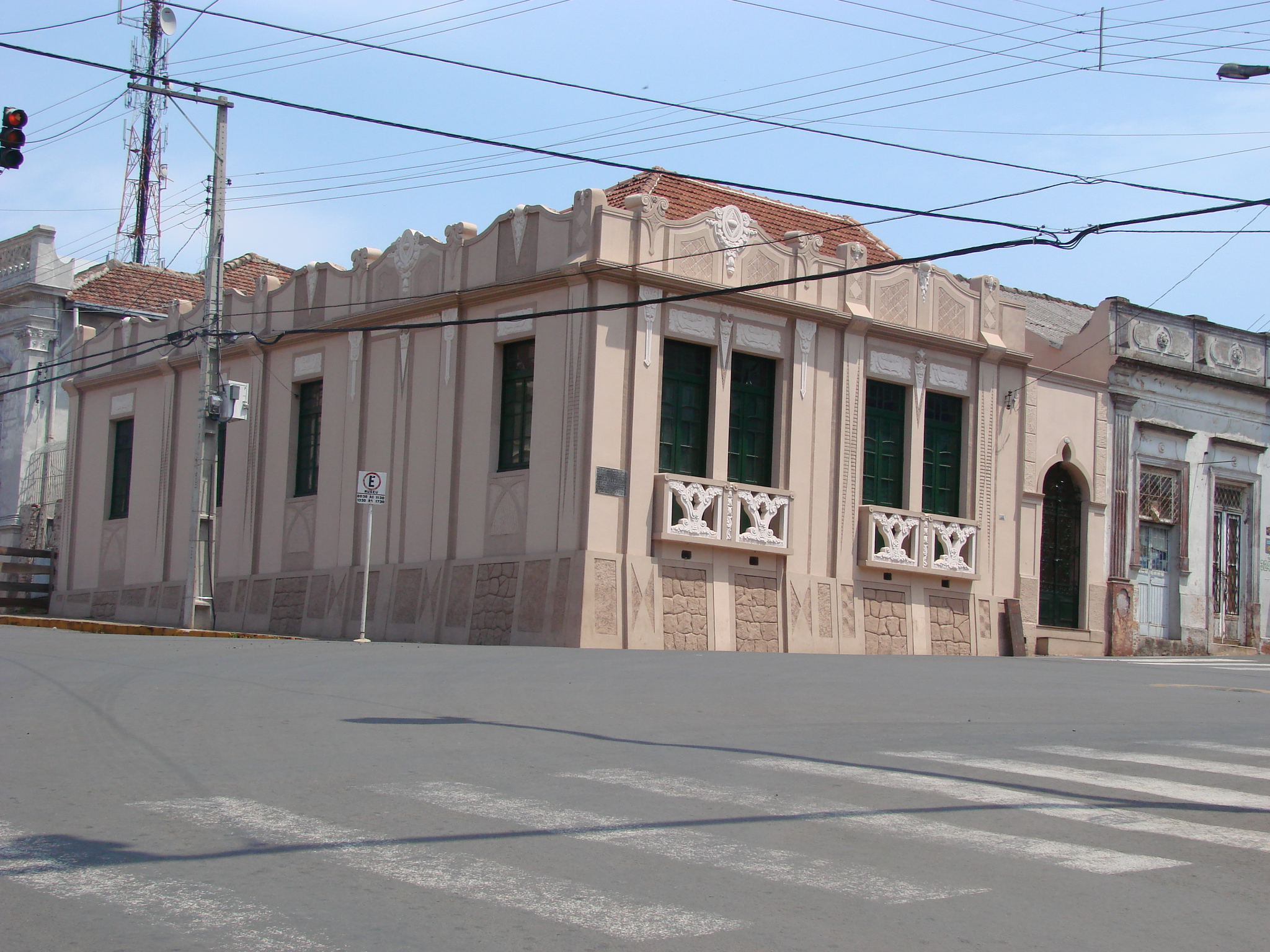
Casa onde nasceu Érico Veríssimo

Museu que abriga documentos históricos, em especial Atas da Câmara desde o ano de 1845. O local possui ainda acervo histórico de objetos, como armas da Guerra dos Farrapos, Guerra do Paraguai, Revolução Federalista, fotos, estátuas e quadros relativos à História de Cruz Alta. Localiza-se no antigo prédio da Prefeitura (Palácio da Intendência), construído em 1914.
- Casa de Cultura Justino Martins

A Casa de Cultura Justino Martins, inaugurada em 19 de setembro de 1987, é o local sede da Secretaria Municipal de Cultura, abriga auditório com capacidade para 610 pessoas e espaços para exposições de arte e oficinas gratuitas de dança e teatro e música.
Neste ambiente se encontra a Biblioteca Pública Municipal Josino dos Santos Lima, contendo um acervo de milhares de Livros disponíveis a comunidade.
- Casa Museu Érico Veríssimo

A Casa Museu Érico Veríssimo funciona na residência construída em 1883 onde nasceu o escritor cruz-altense. A obra do escritor é divulgada e difundida através do seu museu fundado em 1969. No local estão expostos inúmeros objetos pessoais e o acervo original completo de suas obras. Possui um pequeno auditório para 50 pessoas onde o visitante pode assistir um documentário sobre a vida e a obra de Érico Veríssimo. Nas terças-feiras acontece o projeto Acústico no Museu, com música ao vivo apresentando artistas locais nos mais variados gêneros musicais. A Fundação Erico Veríssimo, criada em 1986 funciona no local.

### Monumentos
- Marco Inicial

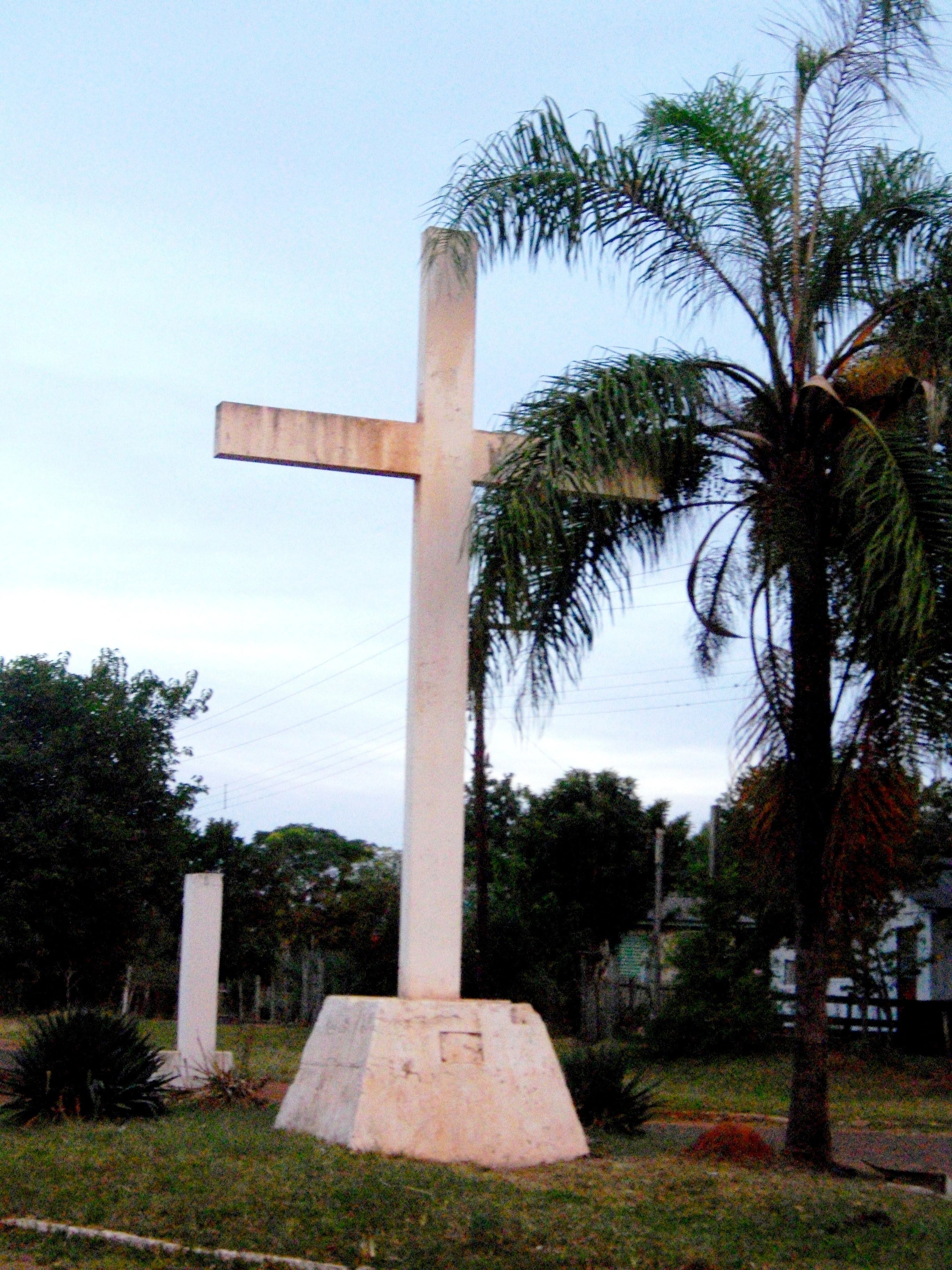
Marco alusivo à fundação do município

A cruz de concreto pintada de branco hoje existente é alusiva a que ficava no mesmo local, onde em 1698 os jesuítas ergueram uma alta cruz de madeira, como marco territorial das missões espanholas na região. Localiza-se a 15 quilômetros ao sul de Cruz Alta, no lugar conhecido por vários nomes entre eles, Encruzilhada da Cruz Alta, Benjamin Nott ou ainda "Cruz Alta Velha".
- Memorial Lenda da Panelinha

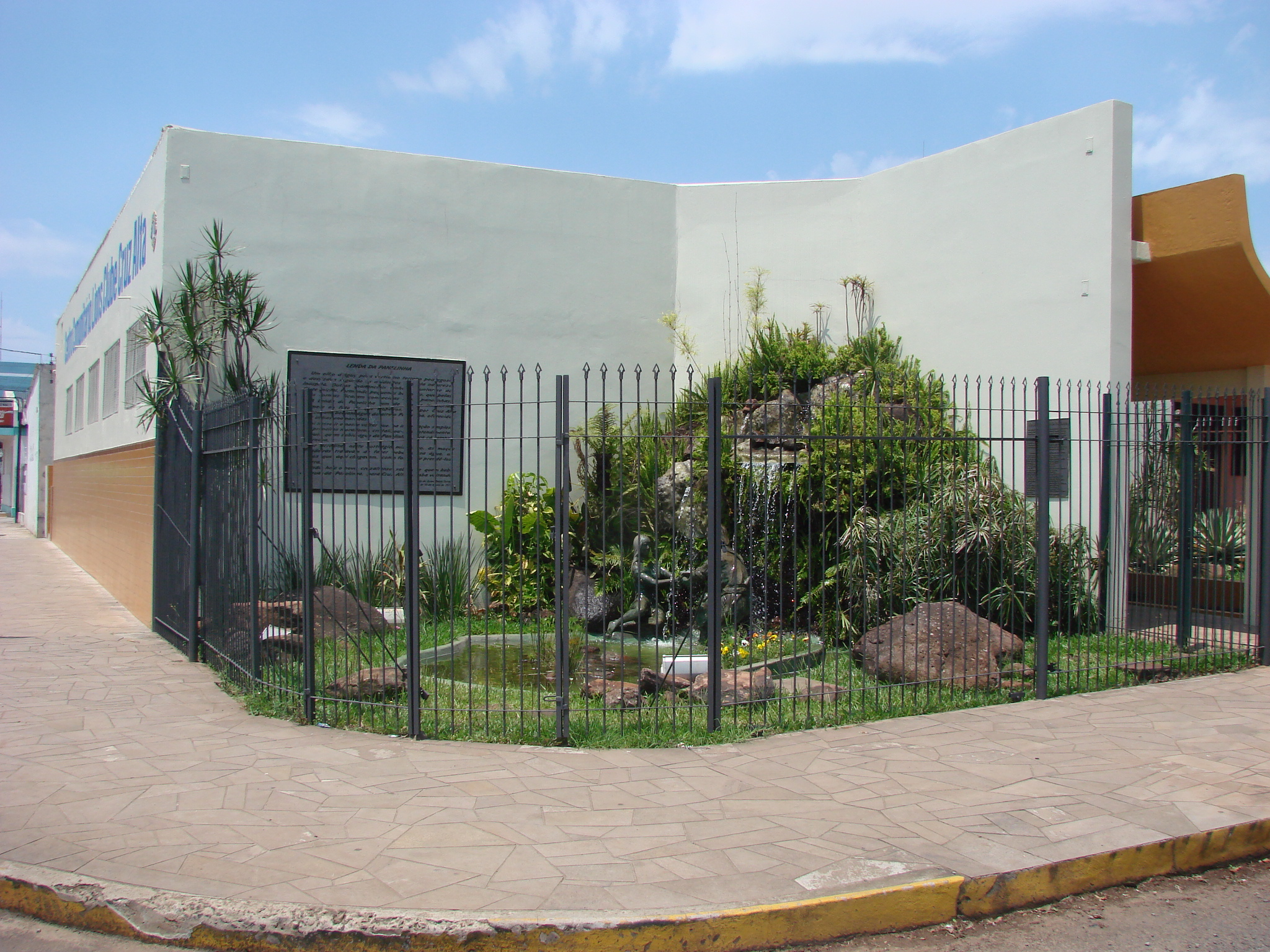

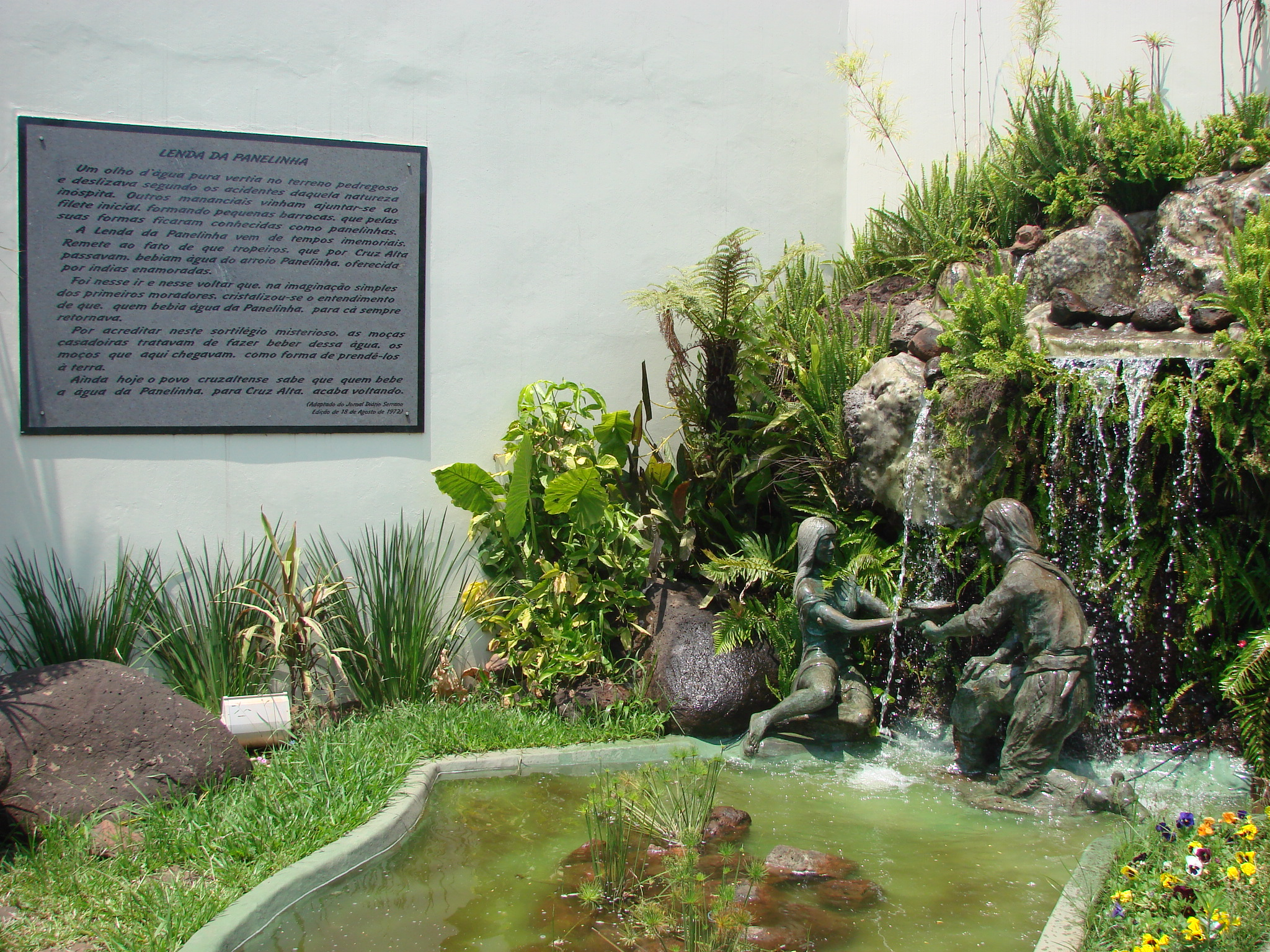
Monumento da Lenda da Panelinha

Localizado entre a esquina das ruas General Felipe Portinho e General Andrade Neves, no centro da cidade. Um belo recanto com vertente d'água e esculturas em bronze do artista plástico cruz-altense Jorge Schroeder, retratam a mais conhecida das lendas da localidade. Uma índia oferecendo água para um tropeiro é o fator simbólico de "quem bebe a água da Fonte da Panelinha, retornará sempre para Cruz Alta".
Conta a história que havia um arroio que se chamava Panelinha, cujas águas serviam para matar a sede dos tropeiros que levavam mercadorias do interior do Rio Grande do Sul para Sorocaba, Capitania de São Paulo. As índias da região davam de beber a esses tropeiros e eles sempre retornavam. A partir disso foi se solidificando a crença de que "quem bebe da água da Panelinha sempre volta". Com o passar do tempo ergueram-se casas a beira da Panelinha, e lentamente esse povoado virou cidade.

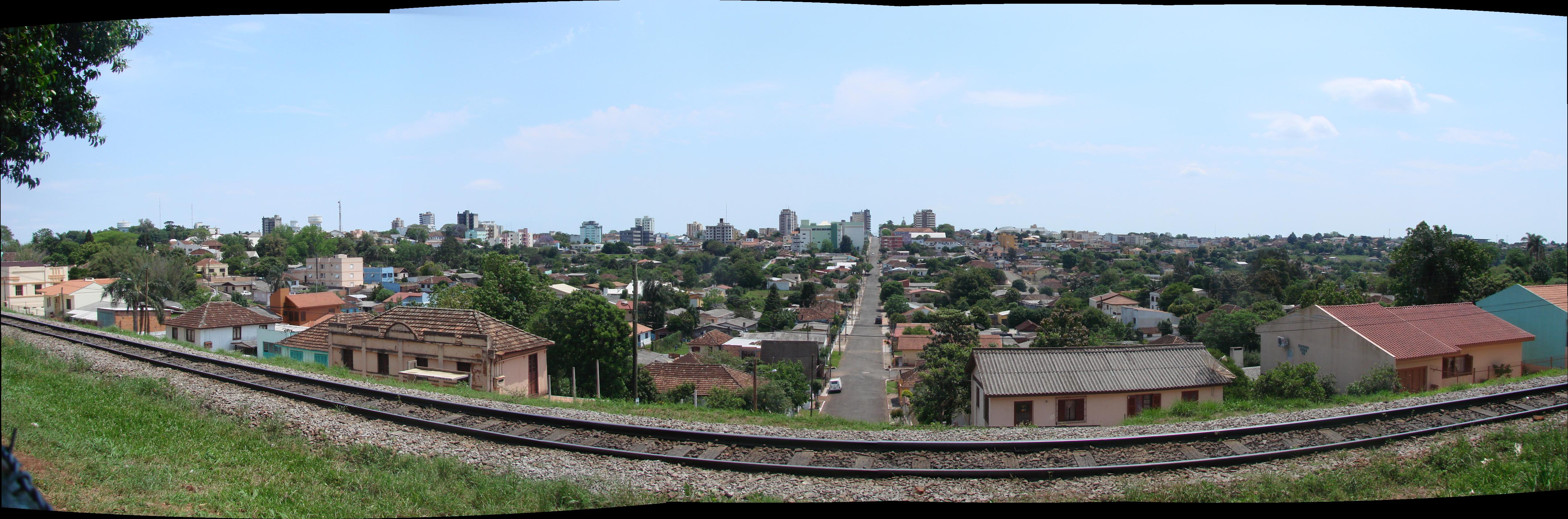
Visão Panorâmica do Santuário

- Monumento de Nossa Senhora de Fátima

Popularmente conhecida como a "Santinha", o Monumento de Nossa Senhora de Fátima está erguido em um pedestal de 31 metros de altura. Foi inaugurado em outubro de 1952 sobre área doada por Henrique Scarpellini. Todo ano no segundo domingo do mês de outubro, milhares de devotos de toda região vão até o monumento participar da Romaria, além de pedir e pagar Graças.
- Monumento à Cuia

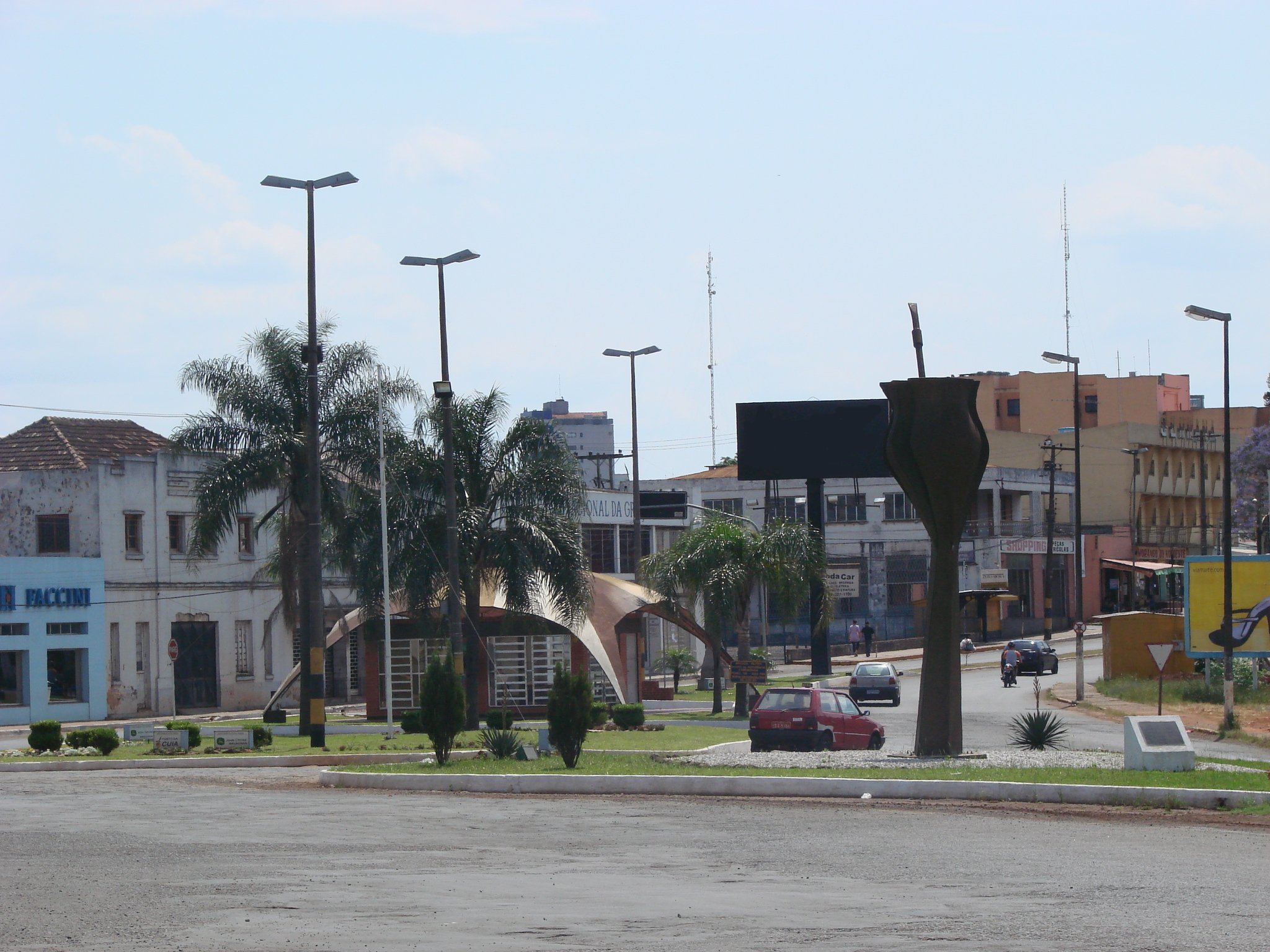
Monumento à Cuia de Chimarrão

Um grande monumento simbolizando uma cuia estilizada, assinala um dos mais representativos objetos culturais do gaúcho. Localiza-se na Rótula Leste, nas confluências das avenidas Saturnino de Brito e Plácido de Castro.

### Prédios históricos
- Estação Ferroviária

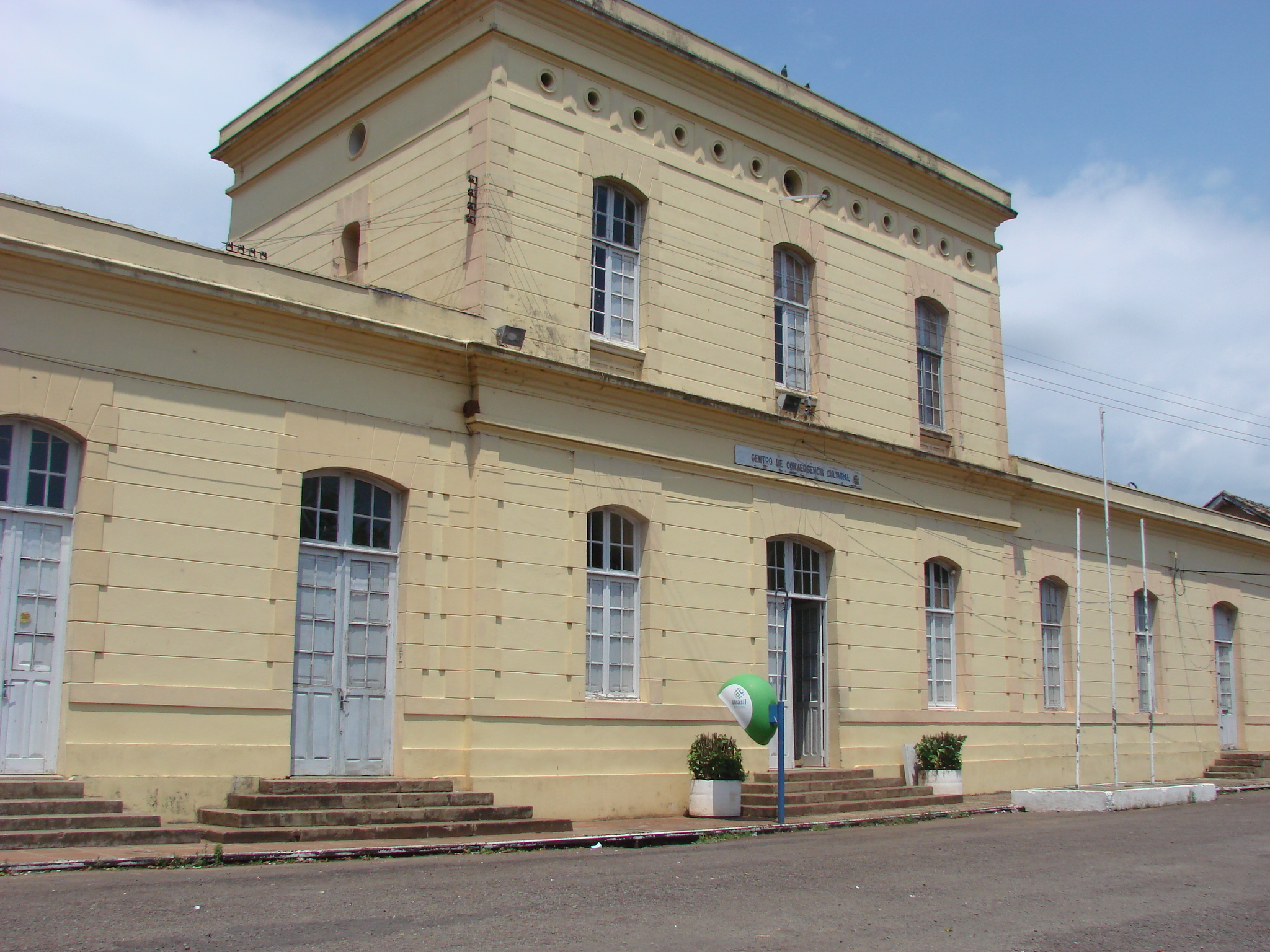
Estação Ferroviária de Cruz Alta em Outubro de 2007, hoje funcionando como Centro de Convergência Cultural da cidade

A linha unindo Marcelino Ramos e Santa Maria foi idealizada em 1889 juntamente com todo o trecho entre Itararé, SP, e Santa Maria, pelo engenheiro Teixeira Soares, visando a ligação ferroviária do Rio de Janeiro e São Paulo com o sul do País e também a colonização de boa parte do percurso, locais ainda virgens. A parte correspondente ao estado do Rio Grande do Sul acabou sendo construída separadamente do restante do trecho (que seria chamado de linha Itararé-Uruguai) e entregue em 1894 à Cie. Sud Ouest Brésilien, e em 1907 cedida à Cie. Auxiliaire au Brésil. Em 1920, passou para o Governo, formando-se a Viação Férrea do Rio Grande do Sul, que em 1969, teve as operações absorvidas pela RFFSA. Com parte do trecho desativada em meados dos anos 1990, em 1996 a América Latina Logística (ALL) recebeu a concessão da linha, bem como de todas as outras ainda existentes no Estado. Trens de passageiros circularam até os anos 1980 pela linha.
A estação de Cruz Alta foi inaugurada pela Sud Ouest em 1894. Em 2004, era considerada pela ALL uma das mais importantes. Ali funciona a estação de transbordo para produtos agrícolas, combustível, cimento e fertilizantes, saindo trens diariamente para o porto de Rio Grande.
Onde hoje está instalada a Secretaria Municipal de Turismo e o Arquivo histórico do Município. No local está também o Monumento ao Ferroviário e a Maria Fumaça.
- Palácio da Intendência

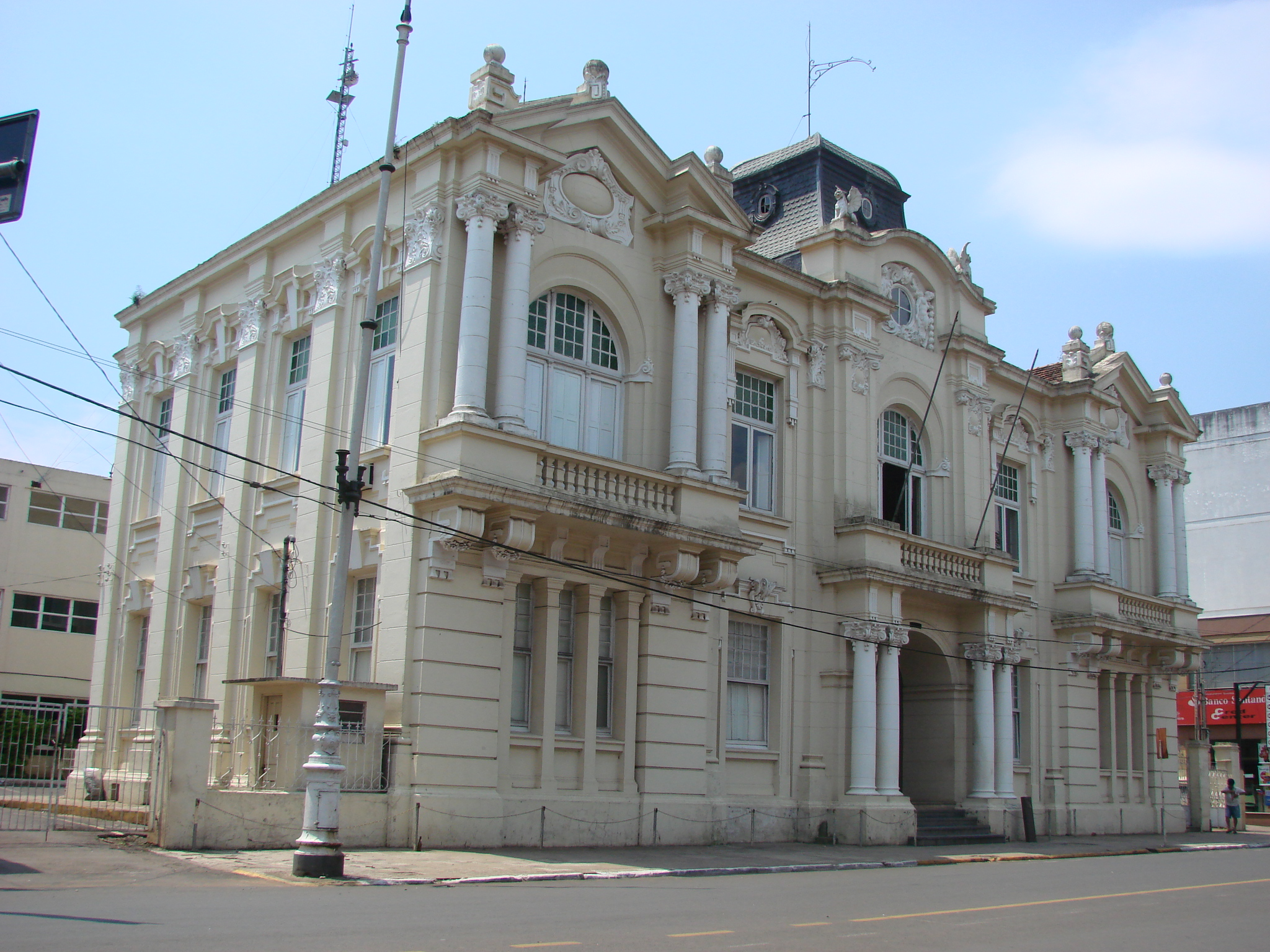
Prédio da Prefeitura de Cruz Alta

O Palácio da Intendência, onde funciona o Museu Histórico, foi construído em 1914 pelo arquiteto alemão Theo Wiederspahn, o mesmo que idealizou o prédio do Museu de Arte do Rio Grande do Sul Ado Malagoli e o dos Correios em Porto Alegre.

## Educação

### Ensino superior
- A Universidade de Cruz Alta (UNICRUZ) está presente na cidade desde 1988. Possui mais de 4.500 alunos e 28 cursos de graduação, pós-graduação e extensão. Seu campus, denominado "Dr. Ulisses Guimarães" localiza-se a 8 km, ao norte da cidade. A Universidade de Cruz Alta conta com um hospital veterinário e labratório de análises clínicas, além de uma grande Fazenda Escola.
- É sede regional da Universidade do Estado do Rio Grande do Sul (UERGS), com cursos adequados à realidade local. Seu prédio está situado no Edifício do Ipê, na Rua Andrade Neves.
- Escola de Aperfeiçoamento de Sargentos (EASA), estabelecimento militar de ensino do Exército Brasileiro destinado ao aperfeiçoamento dos sargentos das Armas de Infantaria, Cavalaria, Artilharia, Engenharia e Comunicações. localizada na Avenida Benjamin Constant no antigo 17º BI, recebe anualmente centenas de sargentos das armas do Exército Brasileiro, vindos dos mais variados Estados do País.
- Faccentro - Faculdade e Curso Técnico. Rua Barão do Rio Branco, 1255.

### Ensino EAD (Educação À Distância)
- Universidade Aberta do Brasil (UAB), situada no Edifício do Banco Santander, na esquina da Avenida General Osório com o Calçadão da Rua Pinheiro Machado, zona central da cidade.
- Universidade Norte do Paraná (UNOPAR), situada na esquina da Rua Mauriti com a Rua Copacabana, zona leste da cidade.
- Universidade Paulista (UNIP), situada no Shopping Erico Verissimo, junto a escola de cursos New Life, zona nordeste da cidade.
- UNINTER (UNINTER), situada na Rua General Câmara, próximo a Unidade Cruz Alta UNICRED, zona central da cidade.
- Sociedade Educacional Leonardo da Vinci (UNIASSELVI), situada na Rua Voluntários da Pátria, 550 - Shopping Érico Veríss
- UNISA – Universidade Santo Amaro, situada na Rua General Câmara, 505 Centro.

## Transportes

### Ferroviário
Ligação Ferroviária
A inauguração da ferrovia em Cruz Alta aconteceu a 20 de novembro de 1894. Parte integrante da Ferrovia Santa Maria-Itararé (SP), a linha férrea levou a Cruz Alta muito progresso e uma infinidade de imigrantes europeus que se deslocavam para a região para ocupação dos lotes coloniais das redondezas. A cidade teve um verdadeiro surto de desenvolvimento na indústria e nas demais facetas do tecido social. Hotéis, restaurantes, clubes, cafés e bares brotaram no entorno da Praça Itararé, próximo a Viação Férrea e Cruz Alta passa a ser conhecida como uma pequena Paris encravada no dorso da Coxilha Grande gaúcha.
Em 1897 foi inaugurado a ferrovia de Cruz Alta até Carazinho, e em janeiro de 1898, até Passo Fundo, enquanto um trecho para Ijuí foi concluído em 1911.
Entre os anos 1930 a 1940 foi construída uma rotunda, única da Região Sul do Brasil, mesmo que desativada.
Cruz Alta é o ponto de ramificação da via férrea em três direções:
- A primeira, Ramal Cruz Alta–Santa Rosa ao norte, em direção às Missões, passando por Ijuí, Santo Ângelo onde ramifica-se para Santa Rosa e em direção a Santiago e a São Borja;
- A segunda, a leste, em direção a Passo Fundo, Erechim e Marcelino Ramos, onde entra no estado de Santa Catarina e segue para o Paraná, com ramais para Palmeira das Missões, Nonoai, Campo Novo e Alto Uruguai;
- A terceira estrada, rumo ao sul, indo até Santa Maria.

### Hidroviário
O município possui vários rios pequenos e lajeados, porém o transporte hidroviário não existe.

### Rodoviário
- Estação Rodoviária

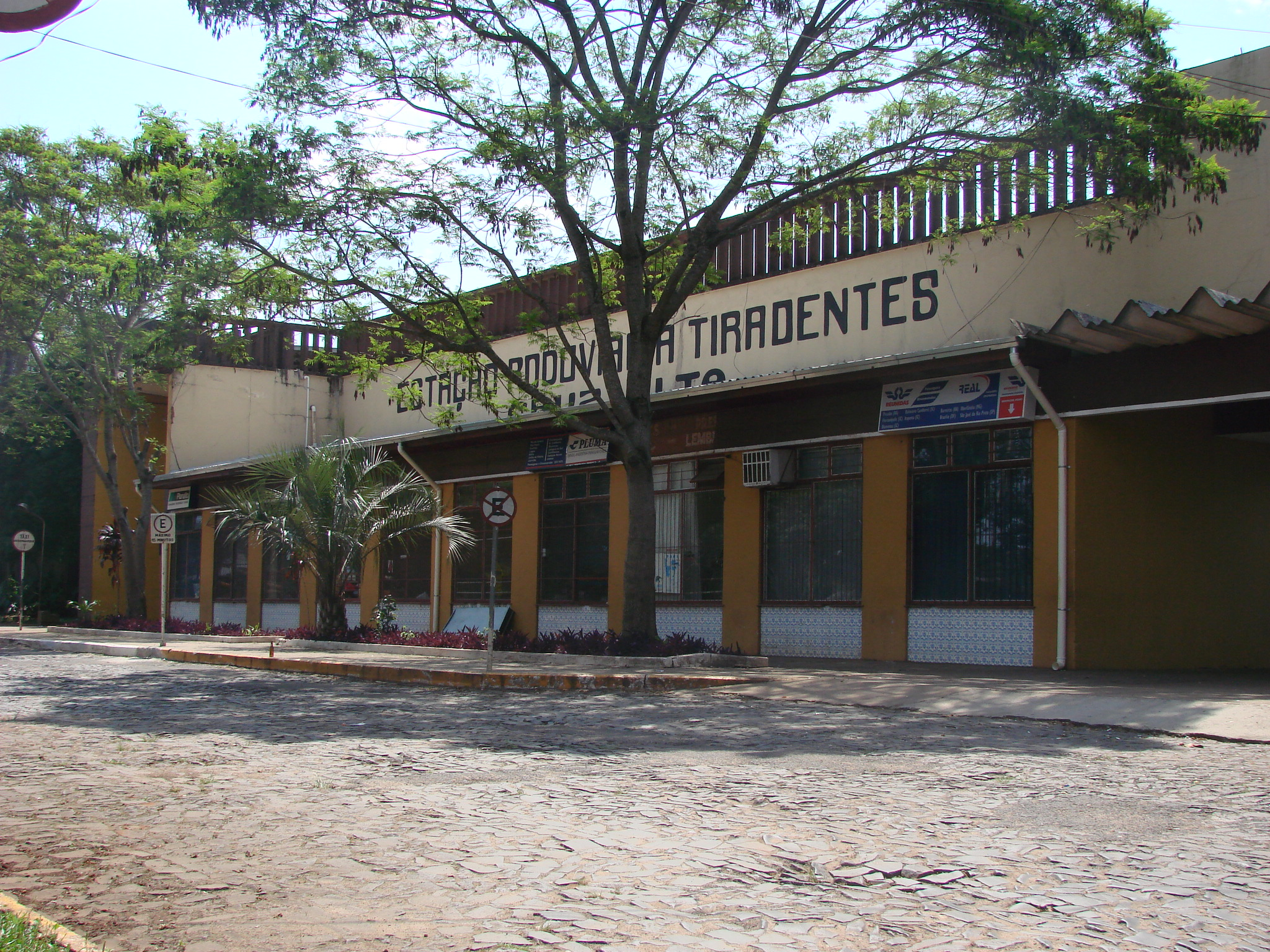
Estação Rodoviária Tiradentes

A estação rodoviária Tiradentes de Cruz Alta foi fundada 26 de maio de 1954.
O atual concessionário da rodoviária prevê que seja mantida no local por muito tempo, pois se encontra muito bem localizada, facilitando o trânsito das linhas de ônibus e de veículos particulares.
A estação rodoviária de Cruz Alta em sua infraestrutura 13 plataformas para os ônibus estacionarem. Possui também o sistema de rodoencomendas, que flexibiliza o serviço de recebimento e despacho de suas mercadorias proporcionando uma maior comodidade na viabilização dos negócios. Este sistema possui vários horários para despachar mercadorias, pois existe sempre um ônibus partindo da Estação Rodoviária de Cruz Alta.
- Transporte Coletivo

O município conta os serviços de transporte coletivo da E.T.C.N.S. de Fátima S. A., através de concessão pública. O valor da tarifa urbana é R$ 3,60, desde 16.04.2019.

## Turismo
- Parque Integrado de Exposições

Área de lazer com pistas de rodeio, casas das etnias. É sede dos principais eventos do município, como Fenatrigo, Expo-prima, Oktoberfest e acampamento da Coxilha Nativista.
- Cascata Nossa Senhora da Conceição

Distante dez quilômetros do município, pela rodovia estadual RS-342.
- Brique Praça da Bandeira

Todos os domingos na Praça da Bandeira acontece o Brique da Praça, onde os artesãos e expositores em geral dispõem de seus produtos para a população.

### Eventos
- 19 a 30 de janeiro: Cavalgada Ana Terra 13 - 1º Baile Municipal de Fantasias 27 - Escolha Rainha e Rei Momo
- 17 de fevereiro: Escolha da Rainha Regional do Carnaval e Concurso Regional de Fantasias
- 24 a 27 de fevereiro: Desfile de Blocos e Escolas de Samba
- 1 de maio: Rústica Operária
- Junho: Festival do Estudante Municipal
- 25 de Julho: Dia do Colono e do Motorista (Todo ano ocorre o desfile dos motoristas de caminhão)
- 26 a 29 de julho de 2023: 43ª. Coxilha Nativista
- 11 a 18 de agosto: Semana do Município
- 14 a 20 de setembro: Semana Farroupilha
- 16 a 19 de setembro: Mateada em Praça Pública
- 5 a 9 de outubro de 2022: XVI Fenatrigo
- 8 de outubro (segundo domingo do mês) de 2023: 72ª. Romaria ao Monumento de Nossa Senhora de Fátima
- Dezembro: Estação Gospel Maior Festival de Música Gospel do Sul do País

### Imagens de Cruz Alta

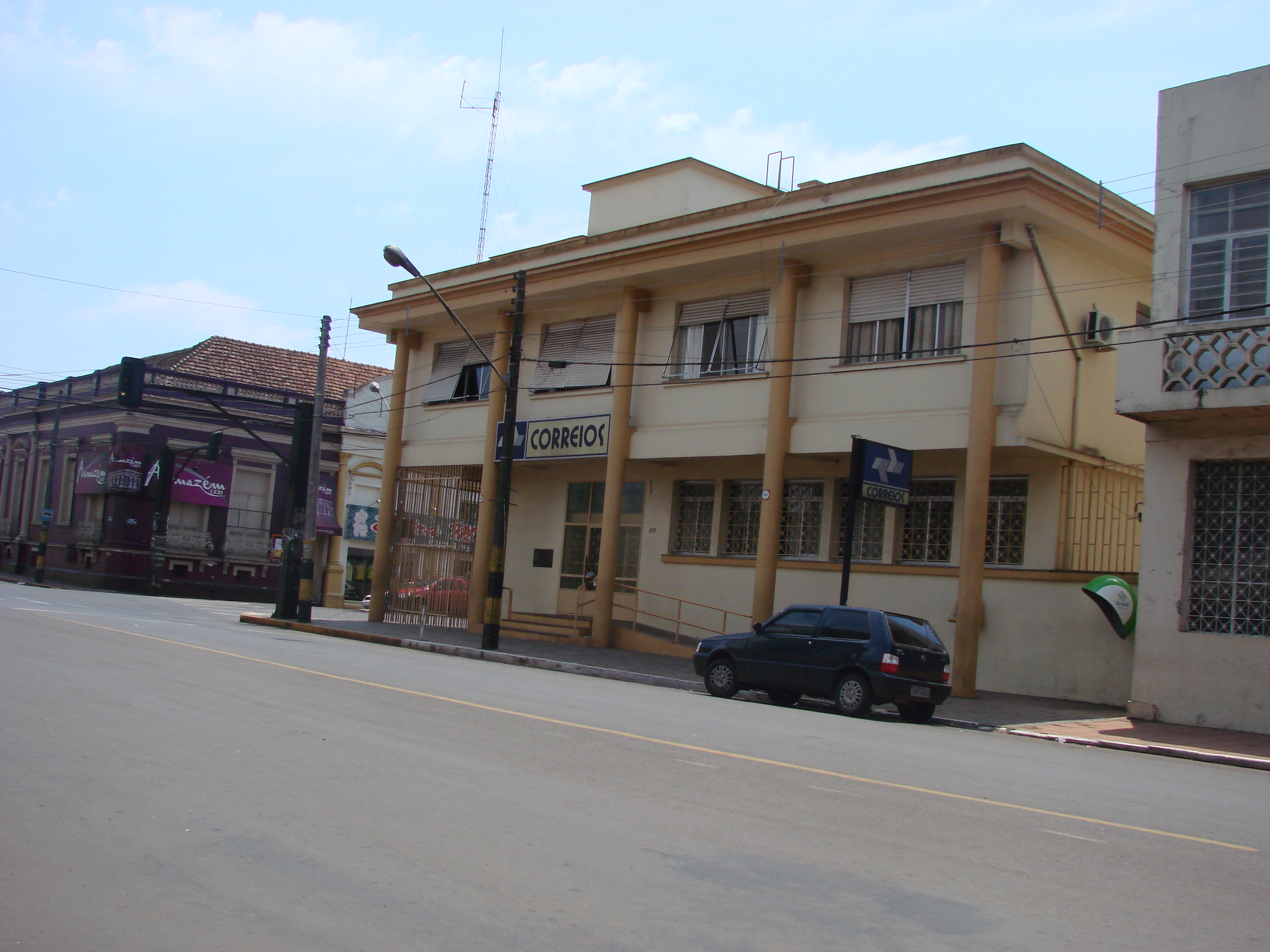
Agência dos Correios
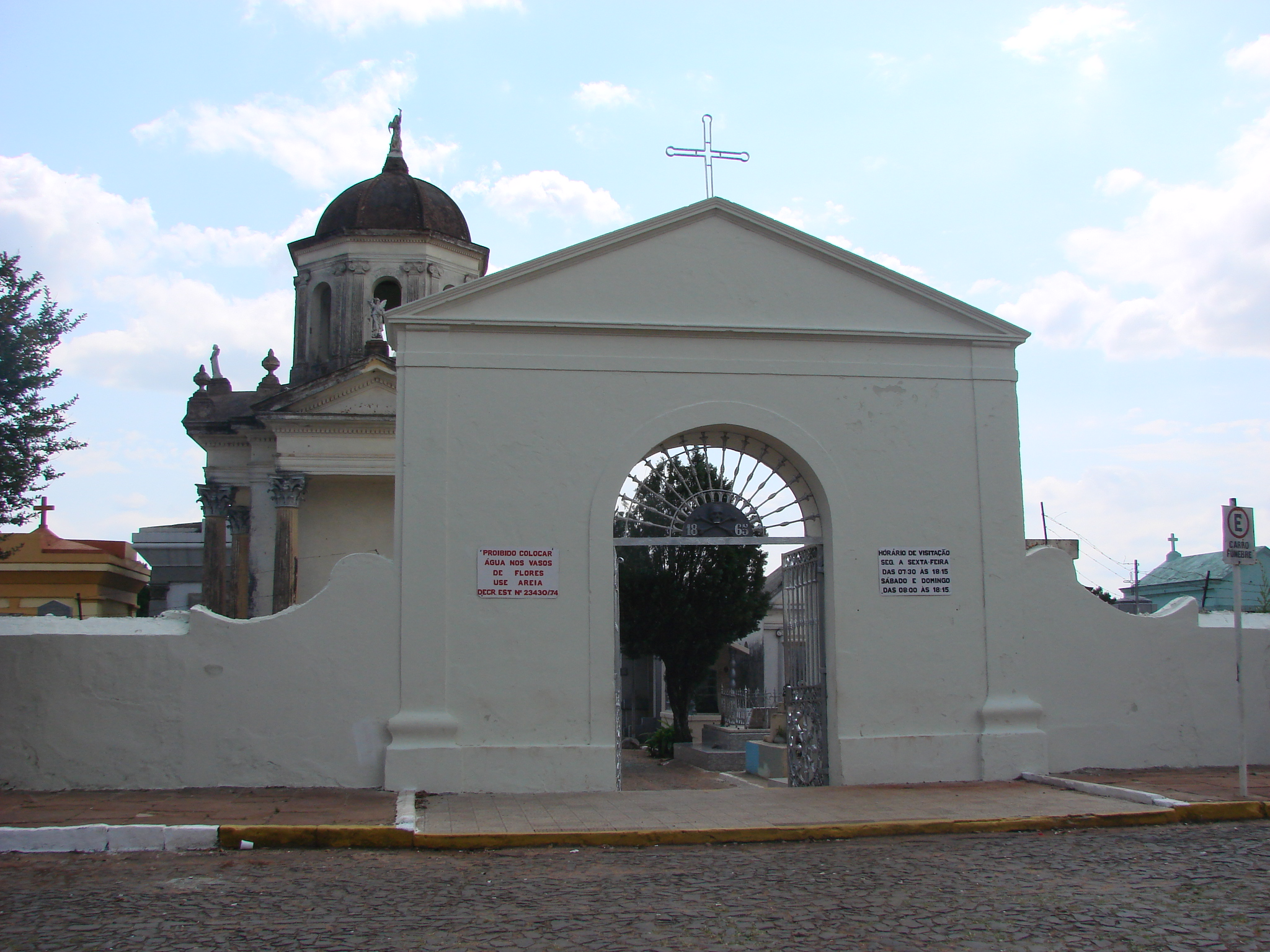
Cemitério Municipal criado em 1865
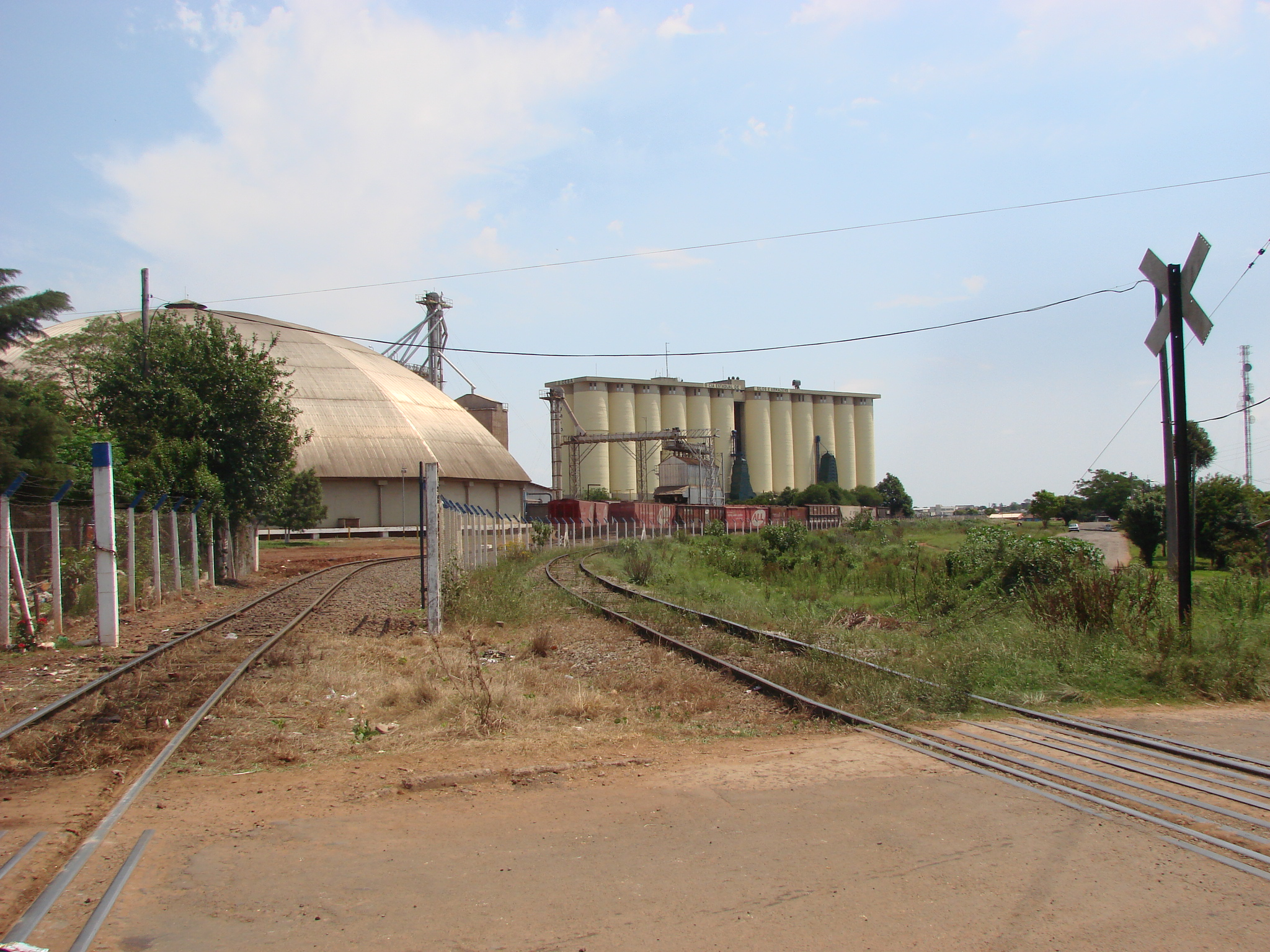
CESA